# Swartzia pendula
Swartzia pendula är en ärtväxtart som beskrevs av George Bentham. Swartzia pendula ingår i släktet Swartzia och familjen ärtväxter. Inga underarter finns listade i Catalogue of Life.